# David Montgomery (Footballspieler)
David Montgomery (geboren am 7. Juni 1997 in Cincinnati, Ohio) ist ein US-amerikanischer American-Football-Spieler auf der Position des Runningbacks. Er spielte College Football für die Iowa State University und steht seit 2023 bei den Detroit Lions in der National Football League (NFL) unter Vertrag. Zuvor spielte Montgomery vier Jahre lang für die Chicago Bears.

## College
Montgomery besuchte die Highschool in Mount Healthy, einem Vorort von Cincinnati in Ohio. Dort spielte er Football als Quarterback und stellte zahlreiche Schulrekorde auf. Da er als Dual-Threat Quarterback insbesondere im Laufspiel erfolgreich war, wechselte er für bessere Aussichten auf eine Karriere im College Football auf die Position des Runningbacks. Ab 2016 ging er auf die Iowa State University, um für die Cyclones in der Big 12 Conference zu spielen. Als Freshman kam er in jedem Spiel zum Einsatz und übernahm im Saisonverlauf die Rolle des Starters auf der Position des Runningbacks. In seinem zweiten Jahr am College erlief Montgomery 1146 Yards und 11 Touchdowns. Er wurde in das All-Star-Team der Big 12 gewählt und von Pro Football Focus als All-American ausgezeichnet.
In der Saison 2018 kam Montgomery auf 1216 Yards und 13 Touchdowns. Ebenso wie im Vorjahr beendeten die Cyclones die Spielzeit mit einer Bilanz von 8–5, nachdem sie zuvor seit 2009 in keiner Saison mehr Spiele gewonnen als verloren hatten. Nach der Saison gab Montgomery bekannt, dass er sich für den NFL Draft anmelden würde.

## NFL
Montgomery wurde im NFL Draft 2019 in der dritten Runde an 73. Stelle von den Chicago Bears ausgewählt. In Chicago sollte er Jordan Howard ersetzen, der zuvor per Trade an die Philadelphia Eagles abgegeben worden war. Bei seinem NFL-Debüt am ersten Spieltag erlief Montgomery 18 Yards und fing einen Pass für 27 Yards Raumgewinn. Seinen ersten Touchdown in der NFL erzielte Montgomery in der Woche darauf gegen die Denver Broncos. Als Rookie blieb Montgomery hinter einer schwachen Offensive Line weitgehend unauffällig. Er erlief 889 Yards und sechs Touchdowns bei 3,7 Yards pro Lauf und fing 25 Pässe für 185 Yards und einen weiteren Touchdown.
Auch in seinem zweiten Jahr blieb Montgomery mit 472 Yards Raumgewinn in neun Spielen bei einem Durchschnitt von 3,6 Yards pro Lauf zunächst hinter den Erwartungen zurück. Im weiteren Saisonverlauf konnte er in einer gegen Ende der Regular Season spürbar stärker werdenden Offense seine Leistungen deutlich verbessern. Gegen die Minnesota Vikings erlief er am 15. Spieltag 146 Yards und stellte damit einen Karrierebestwert auf. Im Spiel gegen die Jacksonville Jaguars in Woche 16 erlief Montgomery 95 Yards und erreichte damit die Marke von 1000 Rushing-Yards in einer Saison.
In der Saison 2021 verpasste Montgomery vier Partien wegen einer Knieverletzung. Bei 225 Läufen erzielte er 849 Yards Raumgewinn und sieben Touchdowns, zudem fing er 42 Pässe für 301 Yards.
In seinem vierten Jahr in der NFL verzeichnete Montgomery in 16 Spielen als Starter 201 Läufe für 801 Yards und fünf Touchdowns sowie 34 gefangene Pässe für 316 Yards und einen weiteren Touchdown.
Im März 2023 unterschrieb Montgomery einen Dreijahresvertrag im Wert von 18 Millionen US-Dollar bei den Detroit Lions. In seiner  ersten Saison für die Lions kam er auf eine Bilanz von 219 Laufversuchen für 1015 Yards. Seine 13 Touchdowns waren Karrierebestwert. Mit 72,5 Laufyards pro Spiel erzielte er den drittbesten Durchschnittswert unter allen NFL-Spielern; sein längster Lauf in Woche 10 gegen die Los Angeles Chargers ging dabei über 75 Yards, führte zum Touchdown und war der längste Touchdownlauf eines Lions-Spielers seit 12 Jahren.
In allen 14 Spielen, die er in der Saison 2024 bestritt, lief er als Starter auf. Er verzeichnete insgesamt 185 Laufversuche bei einem Raumgewinn von 775 Yards (4,2 Yards im Durchschnitt) und 12 Touchdowns sowie 36 Passfänge für 341 Yards (9,5 Yards im Durchschnitt). In Woche 8 gegen die Tennessee Titans krönte er einen Trickspielzug der Lions mit einem Touchdownpass auf Tight End Sam LaPorta. Für sein hochfavorisiertes Team endete die Saison mit einer enttäuschenden 31:45-Heimniederlage in der Divisional Round gegen die Washington Commanders.

### NFL-Statistiken
| Saison                             | Team  | Spiele | Spiele | Rushing | Rushing | Rushing | Rushing | Rushing | Receiving | Receiving | Receiving | Receiving | Receiving | Fumbles | Fumbles |
| Saison                             | Team  | GP     | GS     | Att     | Yds     | Avg     | Lng     | TD      | Rec       | Yds       | Avg       | Lng       | TD        | Fum     | Lost    |
| ---------------------------------- | ----- | ------ | ------ | ------- | ------- | ------- | ------- | ------- | --------- | --------- | --------- | --------- | --------- | ------- | ------- |
| 2019                               | CHI   | 16     | 8      | 242     | 889     | 3,7     | 55      | 6       | 25        | 185       | 7,4       | 30        | 1         | 2       | 2       |
| 2020                               | CHI   | 15     | 14     | 247     | 1070    | 4,3     | 80      | 8       | 54        | 438       | 8,1       | 28        | 2         | 1       | 1       |
| 2021                               | CHI   | 13     | 13     | 225     | 849     | 3,8     | 41      | 7       | 42        | 301       | 7,2       | 16        | 0         | 1       | 1       |
| 2022                               | CHI   | 16     | 16     | 201     | 801     | 4,0     | 28      | 5       | 34        | 316       | 9,3       | 32        | 1         | 2       | 2       |
| 2023                               | DET   | 14     | 14     | 219     | 1015    | 4,6     | 75      | 13      | 16        | 117       | 7,3       | 19        | 0         | 2       | 1       |
| 2024                               | DET   | 14     | 14     | 185     | 775     | 4,2     | 21      | 12      | 36        | 341       | 9,5       | 40        | 0         | 2       | 1       |
| Total                              | Total | 88     | 79     | 1319    | 5399    | 4,1     | 80      | 51      | 207       | 1698      | 8,2       | 40        | 4         | 10      | 8       |
| Quelle: pro-football-reference.com |       |        |        |         |         |         |         |         |           |           |           |           |           |         |         |